# Mikhail Svetin
Michail Solomonovitch Goltsman (en ucraniano: Михайло Семенович Свєтін) (11 de diciembre de 1929 - 30 de agosto de 2015) fue un actor ucraniano. Apareció en más de 50 películas desde 1975.

## Filmografía seleccionada
| Año  | Título                                                                        | Papel | Notas |
| ---- | ----------------------------------------------------------------------------- | ----- | ----- |
| 1993 | Дети чугунных богов (Español: Niños de Dioses de Hierro)                      |       |       |
| 1987 | Человек с бульвара Капуцинов (Español: Un Hombre del Boulevard des Capucines) |       |       |
| 1982 | Чародеи                                                                       |       |       |
| 1981 | Агония (Español: Agonía)                                                      |       |       |
| 1975 | Ne mozhet byt! (Español: ¡No puede ser!)                                      |       |       |

| Año  | Título                                                                                  | Papel  | Notas |
| ---- | --------------------------------------------------------------------------------------- | ------ | ----- |
| 1984 | Трест, который лопнул                                                                   |        |       |
| 1981 | Жизнь и приключения четырёх друзей 3/4 (Español: Vida y Aventuras de Cuatro Amigos 3/4) | Ladrón |       |
| 1980 | Жизнь и приключения четырех друзей 1/2 (Español: Vida y Aventuras de Cuatro Amigos)     | Ladrón |       |